# 2294 Andronikov
2294 Andronikov eller 1977 PL1 är en asteroid i huvudbältet som upptäcktes den 14 augusti 1977 av den rysk-sovjetiske astronomen Nikolaj Tjernych vid Krims astrofysiska observatorium på Krim. Den har fått sitt namn efter Iraklij Andronikov.
Asteroiden har en diameter på ungefär femton kilometer.